# 浦镛
浦鏞（1419年—？年），字廷用，直隸蘇州府長洲縣人，應天府上元縣民籍，明朝政治人物。

## 生平
景泰五年（1454年）甲戌科進士。成化四年（1468年），任福建建宁府知府。

## 家族
曾祖浦士明，祖浦淑源，父浦浩，母毛氏；前母蔣氏。